# Тролле-Вахтмейстер, Алиса
Графиня Алиса Тролле-Вахтмейстер (швед. Alice Trolle-Wachtmeister, полное имя Alice Victoria Trolle-Wachtmeister, урождённая Tornérhielm; 1926—2017) — шведская дворянка, придворная дама, обер-гофмейстерина.

## Биография
Родилась 9 мая 1926 года в Хельсингборге в семье Эрика Торнерхильма (Erik Tornérhielm) и его жены датчанки Эллен Валентинер-Брант (Ellen Valentiner-Branth).
В детстве Алиса много болела и долгое время жила в санатории с медсестрой на родине матери в Дании и, вернувшись в Швецию, не владела шведским языком. В младшей школе Алиса жила в пансионате в Хельсингборге. В 1943 году, последовав примеру своей матери, она поступила в Службу добровольной защиты женщин Швеции — Lottorna. Окончила школу в 1945 году и прошла курс медсестер с интернатурой в детской больнице в Копенгагене в 1945—1947 годах. В 1947 году окончила школу по уходу за детьми.
В 1949 году Алиса Торнерхильм вышла замуж за графа Ханса-Габриэля Тролле-Вахтмейстера (род. 1923), с которым жила в замке Тролле-Люнгбю в Сконе. Участвовала в работе шведского Красного Креста и Ассоциация церковного шитья (Kyrkliga syföreningen).
Алиса Тролле-Вахтмейстер обучалась в службе авиационной безопасности и личного состава ВВС Швеции. Была заместителем председателя (в 1962—1968 годах) и председателем (в 1968—1974 годах) Шведской женской службы добровольной обороны (lottaförbund) лена Кристианстад. Затем, пройдя подготовку в Шведском колледже национальной обороны (Försvarshögskolan) в 1974—1978 годах возглавляла Службу добровольной защиты женщин Швеции — Lottorna; одновременно была председателем организации Sveriges unglottor. В 1978 году она получила при королевском дворе должность статс-дамы (statsfru), в 1994 году была повышена до должности обер-гофмейстерины и находилась в этом статусе по 2015 год. В этот период времени Алиса Тролле-Вахтмейстер была самой высокопоставленной женщиной некоролевской крови в Швеции.
Параллельно со службой при королевском дворе, Тролле-Вахтмейстер занималась обширной общественной деятельностью, работая в городском совете, в церковных организациях и различных фондах. 23 февраля 2012 года вместе с премьер-министром Швеции Рейнфельдтом, спикером парламента Вестербергом и маршалом королевства Линдквистом, графиня Тролль-Вахтмейстер, согласно королевской традиции, представила Швеции новорожденную принцессу Эстель, герцогиню Эстергётландскую.
Умерла 26 июня 2017 года в Кристианстаде в замке Тролле-Люнгбю.
Была удостоена многочисленных наград, в числе которых:
| - Sverige Konung Carl XVI Gustafs jubileumsminnestecken (1996), - Sverige Konung Carl XVI Gustafs jubileumsminnestecken II (2013), - орден Вазы (1974, Командор I класса), - орден Освободителя Сан-Мартина (Большой крест), - орден Короны (Большой крест), - орден Южного Креста (Большой крест), - орден Данеброг (Большой крест), - орден Белой звезды (1 класс), - орден Белой розы Финляндии (Большой крест), - орден «За заслуги» (Большой крест), | - орден Феникса (Большой крест), - орден Исландского сокола (дама Большого креста), - орден «За заслуги перед Итальянской Республикой» (Великий офицер), - орден Священного сокровища (1 класс), - орден Трёх звёзд (Большой крест), - орден Великого князя Литовского Гядиминаса (Командор Большого креста), - орден Адольфа Нассау (Большой крест), - орден Ацтекского орла (Большой крест), - орден Оранского дома (Большой крест), - Королевский Викторианский орден (дама Большого креста). |